# Giorgio Francia
Giorgio Francia (8 de novembre de 1947, Bolonya, Itàlia) fou un pilot de curses automobilístiques italià que va arribar a disputar curses de Fórmula 1.

## Carrera esportiva
Giorgio Francia va debutar a la catorzena cursa de la temporada 1977 (la 28a temporada de la història) del campionat del món de la Fórmula 1, disputant l'11 de setembre del 1977 el G.P. d'Itàlia al circuit de Monza.
Va participar en un total de dues curses puntuables pel campionat de la F1, disputades en dues temporades no consecutives (1977 i 1981), no aconseguint classificar-se per disputar cap cursa i no assolí cap punt pel campionat del món de pilots.

## Resultats a la Fórmula 1
| Any  | Equip                | Xassís  | Motor      | 1     | 2   | 3   | 4     | 5   | 6   | 7       | 8   | 9   | 10  | 11  | 12  | 13  | 14      | 15  | 16  | 17  | Posició | Punts |
| ---- | -------------------- | ------- | ---------- | ----- | --- | --- | ----- | --- | --- | ------- | --- | --- | --- | --- | --- | --- | ------- | --- | --- | --- | ------- | ----- |
| 1977 | Martini Racing       | Brabham | Alfa Romeo | ARG   | BRA | SUD | O.USA | ESP | MON | BEL     | SUE | FRA | GBR | ALE | AUT | HOL | ITA NVQ | USA | CAN | JAP | -       | 0     |
| 1981 | Osella Squadra Corse | Osella  | Cosworth   | O.USA | BRA | ARG | SMR   | BEL | MON | ESP NVQ | FRA | GBR | ALE | AUT | HOL | ITA | CAN     | LVG |     |     | -       | 0     |

### Resum
| Curses: | Victòries: | Pòdiums: | Poles: | Voltes ràpides: | Punts: |
| ------- | ---------- | -------- | ------ | --------------- | ------ |
| 2 (0)   | 0          | 0        | 0      | 0               | 0      |